# Saligny-le-Vif

Saligny-le-Vif este o comună în departamentul Cher, Franța. În 1 ianuarie 2018 avea o populație de 188 de locuitori.